# Precious (sång)
Precious är en låt av den brittiska gruppen Depeche Mode. Det är gruppens fyrtioförsta singel och den första från albumet Playing the Angel. Den släpptes som singel den 3 oktober 2005 och nådde som bäst 4:e plats på den brittiska singellistan.

## Utgåvor och låtförteckning
Samtliga låtar är komponerade av Martin Gore.
7": Mute / Bong35 (EU)
1. "Precious" – 4.10
2. "Precious (Michael Mayer Ambient Mix)" – 3.33

12": Mute / 12Bong35 (EU)
1. "Precious (Sasha's Spooky Mix – Full Length)" – 10:32
2. "Precious (Sasha's Gargantuan Vocal Mix – Full Length)" – 9:40

12": Mute / L12Bong35 (EU)
1. "Precious (Misc. Full Vocal Mix)" – 5:41
2. "Precious (Michael Mayer Balearic Mix)" – 7:18
3. "Precious (Motor Remix)" – 6:37
4. "Precious (Misc. Crunch Mix)" – 6:51

CD: Mute / CDBong35 (EU)
1. "Precious (Album Version)" – 4:10
2. "Precious (Sasha's Spooky Mix – Single Edit)" – 5:45

CD: Mute / LCDBong35 (EU)
1. "Precious (Sasha's Gargantuan Vocal Mix – Edit)" – 7:15
2. "Precious (Misc. Full Vocal Mix)" – 5:41
3. "Free" – 5:10

DVD: Mute / DVDBong35 (EU)
1. "Precious (Music Video)"
2. "Precious (Motor Remix)" – 6:37
3. "Precious (Michael Mayer Ambient Mix)" – 3.33

Promo 12": Mute / P12Bong35 (EU)
1. "Precious (Sasha's Spooky Mix – Full Length)" – 10:32
2. "Precious (Sasha's Gargantuan Vocal Mix – Full Length)" – 9:40

Promo 12": Mute / PL12Bong35 (EU)
1. "Precious (Misc. Full Vocal Mix)" – 5:41
2. "Precious (Michael Mayer Balearic Mix)" – 7:18
3. "Precious (Motor Remix)" – 6:37
4. "Precious (Misc. Crunch Mix)" – 6:51

Radio Promo CD: Mute / RCDBong35 (UK)
1. "Precious (Radio Version)" – 3:45

Club Promo CD: Mute / PCDBong35 (UK)
1. "Precious (Sasha's Spooky Mix – Edit)" – 7:33
2. "Precious (Sasha's Gargantuan Vocal Mix – Edit)" – 7:15
3. "Precious (Michael Mayer Balearic Mix)" – 7:18
4. "Precious (Misc. Full Vocal Mix)" – 5:41
5. "Precious (Misc. Crunch Mix)" – 6:51
6. "Precious (Motor Remix)" – 6:37

12": Reprise / 0-42831 (US)
1. "Precious (Album Version)"
2. "Precious (Sasha's Spooky Mix – Edit)"
3. "Precious (Sasha's Gargantuan Vocal Mix – Edit)"
4. "Precious (Michael Mayer Balaeric Mix)"
5. "Precious (Misc. Full Vocal Mix)"
6. "Precious (Misc. Crunch Mix)"
7. "Precious (Motor Remix)"

CD: Reprise / 2-42831 (US)
1. "Precious (Sasha's Spooky Mix – Edit)"
2. "Precious (Sasha's Gargantuan Vocal Mix – Edit)"
3. "Precious (Michael Mayer Balaeric Mix)"
4. "Precious (Misc. Full Vocal Mix)"
5. "Precious (Misc. Crunch Mix)"
6. "Precious (Motor Remix)"

Promo CD: Reprise / PRO-CDR-101611 (US)
1. "Precious (US Radio Version)" – 4:07
2. "Precious (Album Version)" – 4:14

Promo CD: Reprise / PRO-CDR-101656 (US)
1. "Precious (US Radio Version)"
2. "Precious (Misc. Full Vocal Mix)"
3. "Waiting for the Night (Bare)"

Promo CD: Reprise / PRO-CDR-101658 (US)
1. "Precious (Calderone & Quayle Damaged Club Mix)" – 12:04
2. "Precious (Sasha's Spooky Mix – Edit)" – 5:44
3. "Precious (Sasha's Gargantuan Vocal Mix – Edit)" – 7:10
4. "Precious (DJ Dan 4 A.M. Mix)" – 9:51
5. "Precious (Michael Mayer Balearic Mix)" – 7:18
6. "Precious (Misc. Full Vocal Mix)" – 5:41
7. "Precious (Misc. Crunch Mix)" – 6:51
8. "Precious (Motor Mix)" – 6:37

Digitala nedladdningar
1. "Precious (Sasha's Gargantuan Instrumental Mix)" – 9.51
2. "Precious (Sasha's Gargantuan Vocal Mix Edit)" – 4.17 [US Download only]
3. "Precious (Calderone & Quayle Damaged Club Mix)" – 12.07
4. "Precious (Calderone & Quayle Damaged Club Mix Edit)" – 4.28 [US Download only]
5. "Precious (DJ Dan's 4am Mix)" – 9.52
6. "Precious (DJ Dan's 6am Dub)" – 9.52
7. "Precious (Misc. Full Vocal Mix Edit)" – 4.26 [US Download only]
8. "Precious (Motor Remix Edit)" – 3.47 [US Download only]
9. "Precious (Michael Mayer Ambient Mix)" – 3.33 [US Download only]